# Thomas Hardy (admirał)
Thomas Hardy, 1 baronet (ur. 5 kwietnia 1769, zm. 20 września 1839 w Londynie) – brytyjski oficer marynarki wojennej. Dowodził HMS "Victory" podczas bitwy pod Trafalgarem. W 1837 awansowany do rangi wiceadmirała.